# تراویس بروکس
تراویس نیل بروکس (انگلیسی: Travis Brooks؛ زادهٔ ۱۶ ژوئیهٔ ۱۹۸۰) بازیکن هاکی روی چمن اهل استرالیا است که در مسابقات کشوری و بین‌المللی در مجموع برندهٔ ۴ مدال طلا، ۲ مدال نقره، ۱ مدال برنز شده‌ است.

## زندگی نامه
تراویس نیل بروکس متولد ملبورن ، ویکتوریا مهاجم هاکی روی زمین از استرالیا است که در المپیک تابستانی ۲۰۰۴ آتن با تیم ملی مردان مدال طلا را کسب کرد. او اولین بازی بین المللی خود را در کانبرا ، در ۱۵ فوریه ۲۰۰۳ ، در دومین آزمون سری مقابل هلند انجام داد و در قهرمانی جام کوکابوراس سلطان آزلان شاه در ژانویه ۲۰۰۴ با دو گل در فینال نقش اصلی را ایفا کرد. بروکس در المپیک ۲۰۰۸ پکن در تیم استرالیا بازی کرد و مدال برنز گرفت.
تراویس بروکس در نوامبر ۲۰۰۸ با ۱۴۳ ملی پوش از هاکی بین المللی بازنشسته شد ، پس از شرکت در المپیک ۲۰۰۸ پکن او اکنون در ملبورن زندگی می کند و به طور فعال بخشی از باشگاه هاکی ویورلی ، باشگاه محلی اصلی او است.
در ۲۶ ژانویه ۲۰۰۵ ، بروکس مدال استرالیا را به دلیل "خدمات به ورزش به عنوان مدال طلا در بازیهای المپیک ۲۰۰۴ آتن" دریافت کرد.